# كلب الموت
كلب الموت وقصص أخرى (بالإنجليزية: The Hound of Death and Other Stories)‏ هي عبارة عن مجموعة من اثنتي عشرة قصة قصيرة كتبتها أجاثا كريستي ونُشرت لأول مرة في المملكة المتحدة في أكتوبر 1933.
كانت هذه هي المرة الأولى التي يُنشر فيها كتاب من كُتب أجاثا كريستي في المملكة المتحدة ولا يُنشر في الولايات المتحدة، على الرغم من أن كل القصص الواردة فيه ظهرت في وقت لاحق في مجموعات مختلفة ونُشِرَت في الولايات المتحدة.

## ملخصات الحبكة

### كلب الموت
يتناول الصحفي الأمريكي ويليام بي رايان الغداء مع صديق يُدعى إنسترثر عندما يسمع أن إنسترثر على وشك زيارة أخته في فولبردج بكورنوال، في منزلها الذي يُدعى «ترين». كان قد سمع رايان عن المكان، ويروي قصة من الحرب العالمية الأولى عندما يسمع بمحاولة ألمانية للاستيلاء على دير أثناء استباحة بلجيكا. تفجّر الدير حالما دخله الجنود، وقتلهم هذا كلهم. كان من المؤكد أنّه لم تُلقى على الجنود متفجرات قوية، وقد أُخبر رايان بعد التحدث مع السكان المحليين عن واحدة من الراهبات  ذات قوى إعجازية: لقد أنزلتْ صاعقة برق من السماء دمّرت الدير وقتلت كل الألمان. جداران هما كل ما تبقى من المبنى، يوجد على واحد منهما علامة من البودرة على شكل كلبٍ عملاق. أخاف هذا القرويين المحليين مما جعلهم يتجنبون المنطقة بعد حلول الظلام. نجت الراهبة المذكورة وذهبت مع بقية اللاجئين إلى «ترين» في كورنوال، ويؤكد إنسترثر أنّ أخته اعتنت ببعض البلجيكيين في ذلك الوقت. في كورنوال، اكتشف إنسترثر من أخته أنّ الراهبة ماري أنجيليك ما تزال في المنطقة. كانت مصابة بهلاوس مستمرة وتقوم طبيبة جديدة شابة محلية اسمها روز بدراسة حالتها، وهي عازمة على كتابة أفرودة (عمل كتابي في موضوع واحد فقط) حول حالتها. يلتقي إنسترثر مع روز ويقنعها بالسماح له بمقابلة الراهبة الشابة.
تقدم ممرضة المنطقة المحلية المأوى والطعام للراهبة. وتتحدث الراهبة عن أحلامها، لكن عندما يخبرها إنسترثر بالقصة التي سمعها من رايان، تُصدم لأنها تدرك أنّ ما كانت تعتقده حلمًا تبين أنه حقيقة – وهو إطلاق «كلب الموت» على الألمان عندما اقتربوا من الهيكل. وهي تهذي حول «مدينة الدوائر» و «ناس من البلّور»، وعندما غادروها، أخبرت روز إنسترثر أنها سمعتها تذكر البلورات من قبل، وأنها قامت في مرة سابقة بإخراج بلورة وأرتها إياها لتختبر رد فعلها. وقد لهثت «إذًا الإيمان مازال حيًا».
تخبر الراهبة الشابة إنسترثر في اليوم التالي أنها تشعر أنّ البلورة هي رمز الإيمان، وربما هي مسيحٌ ثانٍ، وأنّ الإيمان قد صمد لقرون عديدة. تحاول روز القيام باختبار ترابط الكلمات الذي تشير فيه ماري أنجيليك إلى إشارات - الإشارة السادسة هي الدمار. يبدأ إنسترثر الشعور بالقلق لاهتمام روز بحالة الراهبة، ويشتبه بوجود شيء أكثر من الدوافع الطبية البحتة. بعد بعض الوقت، يستلم إنسترثر رسالة من الراهبة تعبّر فيها عن مخاوفها من روز وتقول فيها أنّ الطبيبة تحاول الحصول على قواها من خلال التقدم إلى الإشارة السادسة. يسمع في اليوم التالي من أخته عن موت روز والراهبة. إذ جرف انهيار أرضي الكوخ الذي يعيشون فيه على جانب التل، وأنّ الحطام الذي استقر على الشاطئ أخذ شكل كلب عملاق. سمع أيضًا عن وفاة عم روز الغني في نفس الليلة أيضًا، إذ ضربته صاعقة برق، على الرغم من عدم وجود عواصف في المنطقة، وأيضًا علامة الحرق على جسده غريبة الشكل. يتذكر التعليقات التي وردته من ماري أنجيليك، ويتساءل  إنسترثر فيما إذا كانت روز قد حصلت على القوى القديمة (أو ربما المستقبلية) للبلورة، لكنها فشلت في السيطرة عليها بشكل صحيح، مما أدى إلى موتها. يتأكد من مخاوفه عندما يحصل على مذكرات روز التي تشرح بالتفصيل محاولاتها لتصبح خارقة (سوبر مان) وتمتلك «قوة الموت» بين يديها.

## القصص
- كلب الموت[4] (بالإنجليزية: The Hound of Death)
- الإشارة الحمراء[4] (بالإنجليزية: The Red Signal)
- الرجل الرابع[4] (بالإنجليزية: The Fourth Man)
- الغجرية[4] (بالإنجليزية: The Gypsy)
- المصباح[4] (بالإنجليزية: The Lamp)
- المذياع[4] (بالإنجليزية: Wireless)
- شاهدة الادعاء[4] (بالإنجليزية: The Witness for the Prosecution)
- لغز الجرة الزرقاء[4] (بالإنجليزية: The Mystery of the Blue Jar)
- قضية السير آرثر كارميكل الغريبة[4] (بالإنجليزية: The Strange Case of Sir Arthur Carmichael)
- نداء الاستغاثة[4] (بالإنجليزية: The Call of Wings)
- في آخر جلسة (بالإنجليزية: The Last Seance)
- أنقذوا أرواحنا وأنفسنا (بالإنجليزية: SOS)